# 六和塔
六和塔（りくわとう、拼音: Liùhétǎ）は、中国浙江省杭州市に建てられた塔。
杭州市街の南方、銭塘江沿いの西湖区月輪山に位置する。高さ59.89メートル、敷地面積約890平方メートル。7階建ての塔身は南宋時代のもので、13層の外層は清末に増築されたもの。したがって、外観は13階だが、中を登ると７階しかない。

## 歴史
呉越の開宝3年（970年）、銭塘江の逆流を鎮めることを願い、智覚禅師によって建てられた。また、塔の明かりは、川を行きかう船のための灯台の役割も果たした。
北宋の宣和年間、方臘の乱のために焼失した。南宋の紹興22年（1152年）、僧侶智曇のはたらきかけにより、現在まで残る磚（レンガ）造りの塔身が再建された。
清の光緒26年（1900年）に木造の外層が造られた。

## 文学作品とのかかわり
『水滸伝』の登場人物、魯智深は、六和寺で銭塘江の逆流の音を聞き、自らの因縁を悟って円寂（僧侶が亡くなること）した。